# Elcasaitas
Os elcasaitas ou elkasaitas eram uma seita judaico-cristão de tendência gnóstica que apareceu na região da Pérsia segundo um denominado Elkasaï que recusa a divindade de Jesus para só integrar o seu messianismo, pelo que o chamam anjo Jesus.

## Doutrina
Segundo os Elcasaitas,  Cristo transmigrou de corpo em corpo a partir de Adão para integrar finalmente a de Jesus, segundo um processo chamado de metempsicose.
Paralelamente, os elcasaitas recusam certas passagens do Antigo Testamento assim como o dos evangelhos e não suportam as palavras do Livro do Apocalipse do Apóstolo João.

## Elkasai
A seita judaico-cristã dos Elcasaitas, com características mágico-astrológicas aparecem cerca do ano 100 na Jordânia, foi fundada por um certo Elkasai - cuja grafia segundo Santo Agostinho, provém de falso profeta, um certo Elci - e cujas familiares mulheres eram adoradas como deusas.
Elkasai escreveu o seu próprio livro sagrado, o Livro de Elkasai lhe teria sido inspirado por um anjo que se proclamava Filho de Deus e cuja doutrina foi espalhada em Roma pelo seu discípulo  Alcibiade de Apameia

## Elcasaismo
O elcasaismo deu origem ao maniqueísmo, cujo fundador Mani foi educado perto de Ctesifonte na Mesopotâmia numa comunidade batista provavelmente elkasaíta. Como prova o facto de extractos do Apocalipse de Elkasaï se encontrarem no Códex de Mani, conhecido como Vita Mani.